# 比爾卡 (特羅斯佳涅茨區)
50°31′45″N 34°54′19″E / 50.52917°N 34.90528°E
比爾卡（烏克蘭語：Білка）是位於烏克蘭東北部的村莊，由蘇梅州奥赫蒂尔卡区的特羅斯佳內茨市鎮負責管轄。該村處於博羅姆利亞河右岸，始建於1675年，海拔高度120米，2024年人口1,199。